# 피츠윌리엄 박물관
피츠윌리엄 박물관(영어: Fitzwilliam Museum)은 잉글랜드 케임브리지에 소재한 케임브리지 대학교의 미술 및 골돌품 박물관이다. 1816년에 설립되었으며 서유럽에서 가장 좋은 골동품 및 현대 미술 컬렉션을 소장하고 있다.

## 같이 보기
- 애슈몰린 박물관
- 대영박물관
- 룬스케이프